# Автошлях М 15
Автошля́х М 15 — автомобільний шлях міжнародного значення на території України та Молдови, Одеса — Рені — пункт контролю Рені (кордон з Молдовою).

## Загальні відомості
Розташований на території Одеської області (частково проходить через с. Паланка у Республіці Молдові). Збігається з частиною європейського маршруту E87 (Одеса — Констанца — Ізмір — Анталія). Частина європейського коридору «Чорноморське економічне співтовариство».
Починається в Одесі, проходить через с. Паланка у Молдові (але дорога є власністю України), Монаші, Сарату, Татарбунари, Ізмаїл (колишнє Ізмаїльське відгалуження), Рені (колишній автошлях Р33) та закінчується на пропускному пункті Рені, що веде до Констанци в Румунії.
Одеса — Рені (на м. Бухарест) — 299,5 км.

## Історія

### Обхід території Республіки Молдова
Станом на 2021 рік автомобільна дорога М-15 на ділянці с. Маяки — с. Удобне (км 51 — км 59) є транзитною та проходить по території Республіки Молдова. Планується будівництво нової дороги в обхід с. Паланка протяжністю близько 8,5 км, яка пролягатиме територією України вздовж кордону Республіки Молдова через Дністровські плавні. Первісний проєкт було створено у 2001 році; в березні 2021 року Одеська обласна державна адміністрація надала дозвіл на актуалізацію та коригування застраілої документації. 20 серпня 2021 року за результатами торгів на платформі ProZorro було укладено договір з проєктно-будівельною фірмою «Одеспромстрой» на коригування проєктно-кошторисної документації. Будівництво нової дороги планується завершити до кінця 2023 року. Паралельно з будівництвом дороги планується спорудження повітряної лінії потужністю 330кВ «Новоодеська — Арциз», що забезпечить енергонезалежність південної частини Одеської області від Республіки Молдова.

### Російське вторгнення в Україну
Через підвищений трафік автотранспорту до дунайських портів траса Одеса — Рені стає однією з найперевантаженіших доріг України. Так, станом на кінець березня 2023 року інтенсивність руху складає біля 16 тисяч автомобілів на добу, з яких частка великовантажних автомобілів — біля 80 %.
Для покращення пропускної здатності Службою відновлення та розвитку інфраструктури в Одеській області заплановано розширення окремих ділянок дороги з найінтенсивнішим рухом: КПП Одеса (в'їзд до Одеси) — Маяки, Кирнички — Ізмаїл, Ізмаїл — Рені. Ремонт цих ділянок планується презентувати як проєкти Державному агентству відновлення та розвитку інфраструктури; ведуться перемовини щодо залучення європейських коштів.
Виготовлення проєктно-кошторисної документації на будівництво та реконструкцію ділянок траси відбувається зі співфінансуванням громад Ізмаїльського району: Ізмаїльською міською громадою виділено 200 тис. грн, Ренійською міською — 300 тис. грн, Саф’янівською сільською — 40 тис. грн та Суворовською селищною — 30 тис. грн. Зокрема, йдеться про завершення будівництва недобудованої автомобільної дороги на ділянці км 203+169 — км 205+769 біля смт Катлабуг, а також реконструкцію траси на відрізках км 179+000 — км 184+000, км 289+700 — км 295+600, км 301+300 — км 308+000. Також обговорюється будівництво об'їзної дороги навколо м. Ізмаїл.

### Ремонт дорожнього покриття

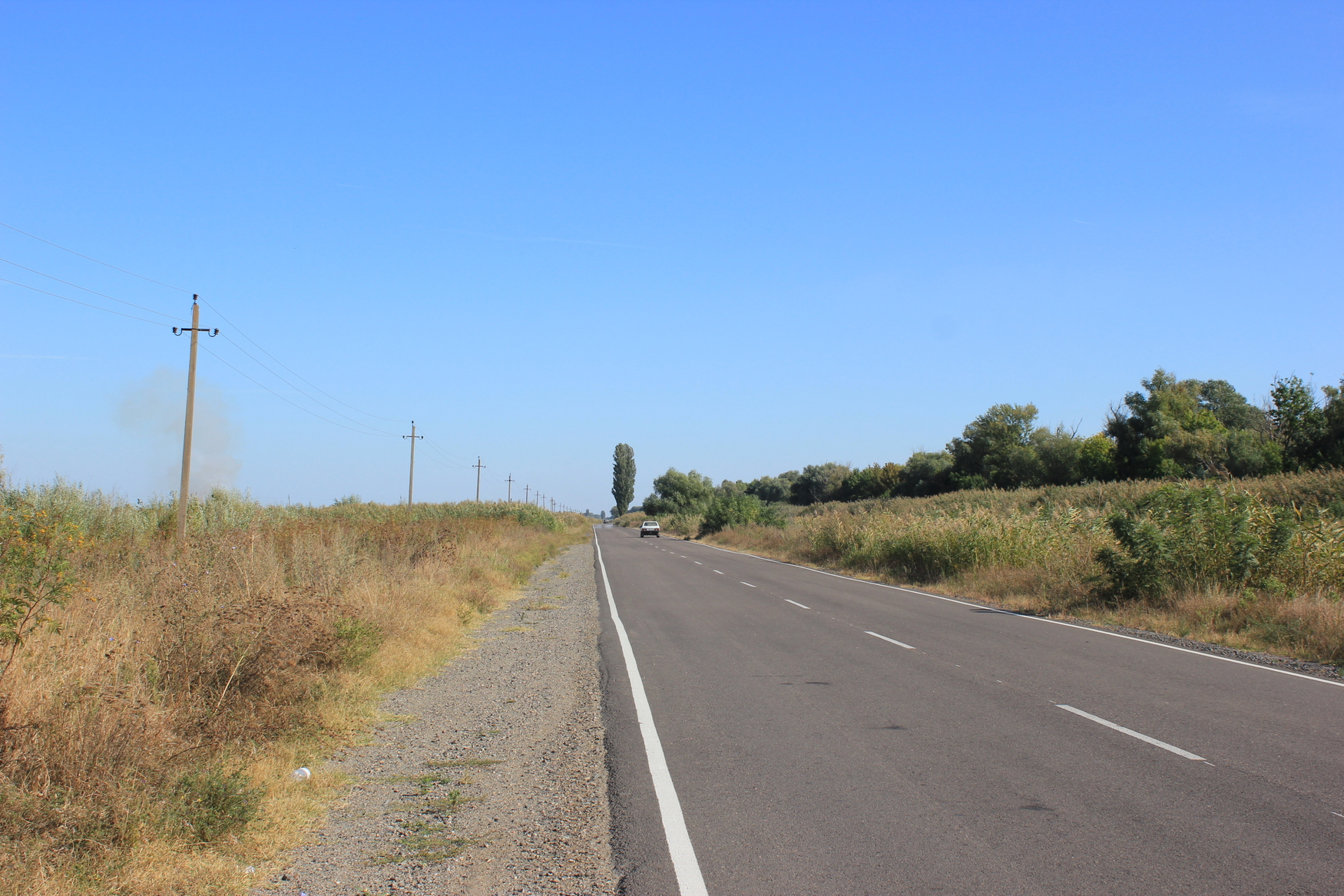
М15 між Ізмаїлом та Рені.

Станом на серпень 2012 року дорожнє полотно перебувало в незадовільному стані. Глибока колія, що утворилася в результаті руху важких автопоїздів, ускладнює рух легкових автомобілів з невеликим кліренсом. Відбійники відсутні. На ряді ділянок відсутня дорожня розмітка.
У лютому 2015 року через можливість руйнування рух вантажного транспорту через міст на 52-му кілометрі траси було обмежено на невизначений час.
З 2016 року розпочався ремонт автошляху. У червні 2018 року відкрито міст через річку Дністер У лютому 2019 року відкрито об'їздну дорогу навколо Рені. Наразі дорожнє полотно відновлене майже по всій протяжності..
Наприкінці липня 2020 року завершено ремонт мосту через річку Картал на 268-му км автошляху, який розташований біля села Орлівка Ізмаїльського району. Під час ремонту був посилений фундамент мосту та його опір, відновлена здібність пропуску води, облаштовані тротуари для пішоходів, відновлений бетонний колесовідбійний брус, бар'єрні огородження та перила.

## Маршрут
Автошлях зокрема проходить через такі населені пункти:
| Автошлях М 15                 | |
| Одеська область               | |
| Одеса                         | Вулиця Велика Арнаутська, вулиця Мечникова, вулиця Богдана Хмельницького, вулиця Степова, вулиця Мельницька, вулиця Стуса, вулиця Стовпова, Дальницьке шосе, Тираспольське шосе E58E87E95М05М14М16М27М28Н33Р71 |
| Одеський район                | |
| Великий Дальник               | |
| Маяки                         | Т 1625 |
| Білгород-Дністровський район  | |
| Одеський район                | |
| Маяки-Удобне (пункт контролю) | R52 • Штефан-Воде |
| Білгород-Дністровський район  | |
|                               | Р72 |
| Монаші                        | Н33 |
| Байрамча                      | |
| Сарата                        | Т 1627Т 1643 |
| Камчик                        | |
| Михайлівка                    | |
| Білолісся                     | |
|                               | Т 1610 |
| Татарбунари                   | |
| Спаське                       | Т 1628 |
| Болградський район            | |
| Ізмаїльський район            | |
| Кирнички                      | |
|                               | Т 1606 |
| Ізмаїл                        | Т 1607 |
| Броска                        | |
|                               | Т 1631 |
| Орлівка                       | переправа «Орлівка — Ісакча» |
| Рені                          | Т 1642 |
| Рені (пункт контролю)         | М3 Кишинів |